# 1161
1161 (MCLXI) je bilo navadno leto, ki se je po julijanskem koledarju začelo na nedeljo.

## Dogodki

### Slovenija
- Umrlega oglejskega patriarha Pelegrina nasledi Ulrik II. 1181 ↔

### Evropa
- 3. februar - Norveška: državljanska vojna za prestol ne pojenja. Po umoru kralja Ingeja I, ki je v prešnjem desetletju odstranil svoja polbrata in sokralja Sigurda II. in Eysteina, njuni podporniki postavijo na prestol kralja Haakona II. Sigurdssona in Magnusa V. Erlingssona (še otrok).
- 7. februar - Kanonizacija anglosaksonskega kralja Edvarda Spoznavalca za svetnika.
- Uzurpatorja švedskega prestola Magnusa II., ki je leto dni poprej umoril priljubljenega kralja Erika IX., umori vladar Gotlandije Karel Sverkersson in se s tem polasti prestola.
- Rekonkvista: almohadska protiofenziva začasno ustavi napredovanje Portugalcev. Mavri si povrnejo mesta Évora, Beja in Alcácer do Sal.
- Potem ko se je leto poprej berški grof Adolf II. pomenišil, grofijo Berg nasledi Engelbert I.
- Nemški kralj Friderik I. Barbarossa uredi razmere v Mainzu in odstavi od ljudi izvoljena nadškofa (enega so izvolili v mestu, drugega v izgnanstvu). Za novega nadškofa kralj imenuje Konrada iz Wittelsbacha, ki mu hkrati zaupa kanclersko mesto.
- Kratkemu napetemu vojnemu stanju med angleškim kraljem Henriku II. in bloiškim grofom Teobaldom V. sledi pomiritev.

### Azija

#### Bližnji vzhod
- 11. september - Po smrti jeruzalemske kraljice-matere Melisinde jeruzalemski kralj Baldvin II. končno zavlada sam.

#### Daljni vzhod
- Mongolski kan Kutula opustoši obmejne pokrajine dinastije Jin in istega leta še zavrne kazensko ekspedicijo Džurčenov (Jinov) in njihovih zaveznikov Tatarov.
- V tem letu se odvijeta dve pomorski bitki med kitajskima cesarstvoma Jin in Song. V obeh zmaga dinastija Song: bitka pri Tangdaju in bitka pri Caishiju.
- 15. december - Dinastija Jin: zaradi neuspešnih vojaških kampanj je v zaroti umorjen cesar Hailingwang. Za novega cesarja je bil proglašen njegov bratranec Shizong.

## Rojstva
- 12. junij - Konstanca Bretonska, vojvodinja († 1201)
- 20. september - cesar Takakura, 80. japonski cesar († 1181)

Neznan datum
- Baldvin IV., jeruzalemski kralj († 1185)
- papež Inocenc III. († 1216)
- Sančo Provansalski, grof († 1223)
- Vladislav III. Tankonogi, poljski vojvoda († 1231)
- Wincenty Kadłubek, poljski nadškof, zgodovinar, svetnik († 1223)

## Smrti
- 3. februar - Inge III., norveški kralj (* 1135)
- 18. april - Teobald iz Beca, canterburyjski nadškof (* 1090)
- 14. junij - cesar Qinzong, dinastija Song (* 1100)
- 11. september - Melisenda Jeruzalemska, kraljica, hči Baldvina II. Jeruzalemskega (* 1105)
- 15. december - cesar Hailingwang, dinastija Jin (* 1122)

Neznan datum
- Henrik V. Koroški (Spanheim), koroški vojvoda
- Fergus Gallowayjski, kralj škotske žepne kraljevine Galloway
- Magnus II., švedski kralj
- Pelegrin I., oglejski patriarh
- Rečungpa, tibetanski budistični menih (* 1084)
- Ibn Zuhr, arabski zdravnik in kirurg (* 1094)